# Borough of Berwick-upon-Tweed
Berwick-upon-Tweed war ein District mit dem Status eines Borough in der Grafschaft Northumberland in England. Verwaltungssitz war die gleichnamige Stadt Berwick-upon-Tweed. Daneben umfasste der District einige kleine Dörfer in der Umgebung wie Bamburgh, Belford, Norham, Ord und Wooler sowie die Insel Lindisfarne.
Der District wurde am 1. April 1974 gebildet und entstand aus der Fusion des Borough Berwick-upon-Tweed sowie der Rural Districts Belford, Glendale und Norham and Islandshires. Am 1. April 2009 wurden neben Berwick-upon-Tweed auch alle weiteren Districts in Northumberland abgeschafft und in einer einzigen Unitary Authority vereinigt.
Koordinaten: 55° 46′ N, 2° 1′ W